# Bairo
Bairo és un comune (municipi) de la ciutat metropolitana de Torí, a la regió italiana del Piemont, situat a uns 35 quilòmetres al nord de Torí. A 1 de gener de 2019 la seva població era de 800 habitants.
Bairo limita amb els següents municipis: Castellamonte, Torre Canavese, Agliè i Ozegna.